# 栗生純夫
栗生 純夫 （くりう すみお、1904年（明治37年）4月20日 - 1961年（昭和36年）1月17日）は、日本の俳人、小林一茶研究家。本名は神林 新治（かんばやし しんじ）。須坂市名誉市民。

## 経歴
長野県上高井郡須坂町（現在の須坂市東横町）の農業・繭糸商の家に生まれる。小諸市出身の臼田亜浪に師事。実作者の立場から小林一茶を研究し、軍隊入営中に『一茶新考』を出版するなど、書物を数多く発表。1946年（昭和21年）、郷里の長野県須坂町で俳誌『科野』（しなの）を創刊し、『信濃毎日新聞』俳壇選者を長く担当するなど、信濃俳壇の中心となって活躍した。一茶研究により日本俳文学会会員に推挙される。1961年死去。享年56。墓所は須坂市の普願寺。

## 代表句
- 田植うるは土にすがれるすがたせり
- しんしんと柱が細る深雪かな
- 目指すもの何ならん橇逸り出
- 稲架解けばすなはち千曲奔騰す
- 嘆きつつ中洲の雲雀棒立ちに
- 我にある富と云ふもの冬の桐
- 母と寝る一夜豊かに虫の声
- 生垣に身幅をはさむ三十三才
- 降り出づる泉のほとりすぐに濡れ

## 著作
- 一茶新考　栗生純夫 著 西沢書店 1926
- 一茶新考　栗生　純夫／著 一茶屋 1936
- 土の俳人一茶　栗生純夫 著 長野県農会 1942
- 大陸諷詠　栗生純夫 著 長野俳句文化会 1943
- おらが春 小林一茶 著,栗生純夫 校訂 信濃郷土誌刊行会 1945 (一茶選書 第1編)
- 山路笛 栗生　純夫／著 信農郷土誌刊行会 1946
- 山帰来 栗生純夫／著 信濃郷土詩刊行会 1946
- 一茶の生涯　栗生純夫 著 信濃郷土誌出版社 1946
- 一茶十哲句集　小林一茶 著,栗生純夫 編 信濃郷土誌出版社 1946
- 新校八番日記　小林一茶 著,栗生純夫 校訂 信濃郷土誌出版社 1946 (一茶叢書 ; 3)
- 父の臨終記　小林一茶 著,栗生純夫 校訂 信濃郷土誌会 1946 (一茶選書 第2編)
- 父の臨終記　おらが春　小林　一茶／著,栗生　純夫／校訂 信濃郷土誌出版社 1947 (一茶名作選書)
- 一茶八番日記　小林一茶 著,栗生純夫 校訂 信濃郷土誌出版社 1947 (一茶名句選書)
- 純夫句集 栗生 純夫 著 明日香書房 1947
- 一茶発句集 一茶 著,栗生純夫 校訂 信濃郷土誌出版社 1948
- 科野路 栗生純夫 著 長谷川書房 1955
- 科野 : 栗生純夫遺句集　栗生純夫 著 神林きく江 1965
- 一茶随筆 栗生純夫 著 桜楓社 1971

- 一茶句にあらはれた階級・職業　栗生純夫　掲載誌 信濃教育 (通号 782)1952-02 p.21～27
- 信濃者一茶 栗生 純夫掲載誌 国文学 : 解釈と鑑賞 / 至文堂 編 21(9) 1956-07